# Rushell Clayton
Rushell Clayton (ur. 18 października 1992) – jamajska lekkoatletka, specjalizująca się głównie w biegach płotkarskich. Dwukrotna brązowa medalistka Młodzieżowych Mistrzostw NACAC 2014 (bieg na 400 m przez płotki, oraz sztafeta 4x100 m), brązowe krążki zdobyła także podczas mistrzostw świata 2019 i 2023. Podczas czempionatu w Dosze ustanowiła rekord życiowy, przybiegając na metę w czasie 53,74. Cztery lata później w Budapeszcie poprawiła ten rezultat na 52,81.

## Osiągnięcia
| Rok  | Zawody                        | Miejsce   | Rezultat | Konkurencja                | Czas  | Źródło |
| ---- | ----------------------------- | --------- | -------- | -------------------------- | ----- | ------ |
| 2014 | Młodzieżowe mistrzostwa NACAC | Kamloops  | 3        | Bieg na 400 m przez płotki | 63,68 | [ 2 ]  |
| 2014 | Młodzieżowe mistrzostwa NACAC | Kamloops  | 3        | Sztafeta 4 × 100 m         | 45,90 | [ 2 ]  |
| 2019 | Igrzyska panamerykańskie      | Lima      | 3        | Bieg na 400 m przez płotki | 55,53 | [ 5 ]  |
| 2019 | Mistrzostwa świata            | Doha      | 3        | Bieg na 400 m przez płotki | 53,74 | [ 3 ]  |
| 2022 | Mistrzostwa świata            | Eugene    | 6        | Bieg na 400 m przez płotki | 54,36 | [ 6 ]  |
| 2023 | Mistrzostwa świata            | Budapeszt | 3        | Bieg na 400 m przez płotki | 52,81 | [ 4 ]  |
| 2024 | Igrzyska olimpijskie          | Paryż     | 5        | Bieg na 400 m przez płotki | 52,68 |        |